# Carles Gasòliba i Böhm
Carles Alfred Gasòliba i Böhm (Barcelona, 22 de novembre de 1945) és un economista, polític i consultor català, especialitzat en temes europeus. Ha presidit el think tank Centre d'Estudis i Documentació Internacionals a Barcelona (CIDOB) des que va substituir Narcis Serra, al gener del 2013, fins que el 27 d'abril del 2016 s'anuncia que deixa la presidència.
Format a la Universitat de Sussex (Anglaterra) i la Universitat Autònoma de Barcelona (UAB), on va obtenir respectivament els títols de Master of Arts in Industrial Economics (1973) i Doctor en Ciències Econòmiques (1975), la seva trajectòria prefessional en l'especialitat econòmica va començar l'any 1968 com a assessor en inversions industrials del Grup Banca Catalana. Simultàniament i a partir de 1974, va impartir classes d'Economia Industrial a la UAB. El 1979 va ingressar a l'Institut d'Estudis Catalans i el 1982 es va convertir en secretari general del Patronat Català Pro Europa, entitat de la Generalitat de Catalunya dedicada a les qüestions de la Unió Europea.

## Carrera a la política
La seva primera militància, durant els anys del franquisme, va transcórrer en el Sindicat Democràtic d'Estudiants de la Universitat de Barcelona (SDEUB) i en el Front Obrer de Catalunya (FOC), organització clandestina que reunia persones de diverses ideologies. El 1975 va afiliar-se al partit nacionalista Convergència Democràtica de Catalunya (CDC) sota el lideratge de Jordi Pujol. Gasòliba va ser membre del Secretariat Permanent, el Consell Nacional i el Comitè Executiu de CDC, i va dirigir el Consell Assessor d'Economia del partit, membre de la coalició Convergència i Unió (CiU).
El mes de març de 1980, substituint a Pujol, el qual optava a la presidència de la Generalitat a les primeres eleccions autonòmiques catalanes, Gasòliba es va incorporar com a diputat de CiU per Barcelona a les Corts Generals, on va exercir de portaveu del Grup Parlamentari de la Minoria Catalana per a temes econòmics i pressupostaris. Durant els sis anys següents, també va encapçalar la delegació del Govern de Catalunya a la Comissió Mixta amb el Govern d'Espanya per al seguiment de les negociacions d'adhesió d'Espanya a la CEE.
Reelegit a les legislatures II (1982) i III (1986), el maig de 1987 va donar-se de baixa al Congrés dels Diputats de Madrid per a dedicar-se exclusivament al seu mandat, rebut l'any 1986, com a membre del Parlament Europeu. El representant de CiU va ser revalidat successivament a les eleccions europees de 1987, 1989, 1994 i 1999. A l'Eurocàmara, va ser adscrit al Grup dels Liberals, Demòcrates i Reformistes, com a portaveu a la Comissió d'Assumptes Econòmics i Monetaris, i com a vicepresident i tresorer del grup. Fora de l'hemicicle europeu, el 1990 va ser elegit vicepresident de la Internacional Liberal, de la qual CDC n'és membre.
El 2004, poc després d'abandonar la secretaria del Patronat Català Pro Europa, Gasòliba va posar fi a 18 anys dins la política parlamentària europea i va estrenar el mandat legislatiu estatal de senador per Barcelona. Com membre del Senat d'Espanya, el representant de CiU va presidir la Comissió d'Economia i Hisenda de la Càmera, va fer de portaveu, entre altres coses, de la Comissió Mixta Congrés-Senat per a la Unió Europea i va ser delegat de les Corts espanyoles a la Conferència d'Òrgans Especialitzats en Assumptes Comunitaris (COSAC), el mecanisme de la UE que serveix de pont entre el Parlament Europeu i els parlamentaris nacionals. Paral·lelament, va ser membre de l'Assemblea Parlamentària del Consell d'Europa amb seu a Estrasburg, on va ser ponent d'un text de resolució sobre el Banc Europeu de Reconstrucció i Desenvolupament. A més a més, el 2006 i durant tres anys, va assumir la presidència de la Cambra de Comerç i Cooperació Hispano-Polaca.

## Trajectòria posterior
Un cop finalitzat el seu mandat com a senador el 2008, Gasòliba, amb 62 anys, es va apartar de la vida política i va iniciar un nou període d'activitats a l'acadèmia i a la consultoria privada a Barcelona. En primer lloc, va reprendre la docència com a professor conferenciant en Integració Europea a la Universitat Pompeu Fabra i president del Consell Acadèmic de l'Institut Carlemany d'Estudis Europeus, pertanyent a la Universitat Internacional de Catalunya (UIC). De la mateixa manera, va mantenir un ventall de filiacions a entitats i organismes com l'Institut d'Estudis Catalans (secció de Filosofia i Ciències Socials), el Cercle d'Economia, la Reial Acadèmia de Ciències Econòmiques i Financeres (RACEF) i l'Institut d'Estudis Jurídics, Econòmics i Financers d'Andorra (JEF).
D'altra banda, després de deixar la política Gasòliba es va posar al capdavant d'AXIS Consultoria Europea, un gabinet barcelonès d'assessors especialistes en temes de la UE. Ha exercit la consultoria privada sobre assumptes europeus també a FIPRA International (Brussel·les) i a RJ Consultoria d'Empreses (RJCE, Barcelona i Madrid). Entre 2008 i 2010 va ser membre del Grup d'Alt Nivell sobre el futur d'Europa, presidit pel president de la Generalitat d'aquella legislatura José Montilla.
De manera més recent, el maig de 2012, Carles A. Gasòliba va ser nomenat president del Barcelona Centre for International Affairs (CIDOB) pel patronat de la Fundació responsable d'aquest think tank català dedicat a la investigació i l'anàlisi de temes internacionals, substituint a Narcís Serra.
Carles A. Gasòliba també és president del Comitè Espanyol de la Lliga Europea de Cooperació Econòmica (LECE) i vicepresident del seu Consell Central a Brussel·les, així com membre del Comitè Científic de la European Medical Technology Association (EUCOMED) amb seu a Brussel·les i del Consell de la Fundació Jean Monnet.

## Reconeixements
Carles Gasòliba ha estat distingit amb la Gran Creu de l'Orde d'Isabel la Catòlica (Espanya, 2006) i la Creu de Sant Jordi (Catalunya, 2011). El 2013 el Col·legi d'Economistes de Catalunya el va distingir com a col·legiat de mèrit. El 1999 la República Italiana li va concedir el títol de Commendatore dell'Ordine al Merito.

## Vida personal
Carles Gasòliba està casat amb María Dolores Encabo Duró i és pare de dos fills.

## Obres
- El Parlament Europeu (1986, 2a i 3a edicions revisades el 1994 i 1999).
- L'Acta Única Europea (1989).
- Unió Europea (1991).
- Fer Europa (1994).
- 1986-1996, deu anys d'integració europea (1996).
- Elements de l'economia de la Unió Europea (coautoria, 1999).